# Hospital Filtro de Montevideo
El Hospital Filtro es una institución hospitalaria de Montevideo y la principal de la red metropolitana de atención. Se encuentra ubicado entre los barrios Bolívar y Jacinto Vera. 

## Creación
En los años cuarenta el doctor  Enrique Claveaux le solicitó al presidente de la República Alfredo Baldomir la construcción de un pequeño centro de cuarentena especializado en la observación y el tratamiento de pacientes infectocontagiosos. Finalizada la emergencia sanitaria por dichas enfermedades el hospital perdería utilidad, hasta que en el año 1955, la primera dama, Matilde Ibáñez de Batlle propone convertir dichas instalaciones en un hospital especializado para tratar la poliomielitis, una enfermedad creciente en el país que afectaría a miles de niños y adolescentes.  Con el surgimiento de las vacunas de Salk y de Sabin disminuirian los casos de polio en el país, y por ende, el hospital perdería nuevamente su utilidad. En los años cincuenta se comenzó a desarrollar dentro del mismo la asistencia ventilatoria mecánica prolongada a procesos respiratorios no paralíticos. 
En los años noventa, justificando su ubicación geográfica se pretendió transformar a dicha institución hospitalaria en un centro policlínico metropolitano. Un proyecto similar se concretaría algunos años más tarde, cuando la Administración de los Servicios de Salud del Estado sale de la órbita del Ministerio de Salud Pública y asume la gestión de los hospitales estatales de manera autónoma, convirtiendo al Hospital Filtro en el Centro de Salud Dr. Enrique Claveaux, nombrado en honor a su primer impulsor y convirtiéndolo en un centro de salud primario de la red metropolitana del ente.
En junio de 2022 se definió cerrarlo de manera temporal, y distribuir en otros centros sus servicios, modo de iniciar obras de refacción y ampliación.

## Apertura
El 8 de abril de 2024 se realiza el corte de cintas con la presencia del presidente de la República, Luis Lacalle Pou.En el mismo fueron instaladas, además de las áreas hospitalarias,  una base de salida del Sistema de Atención Médica de Emergencias y un centro de referencia del Programa Nacional de Salud Bucal, creado en 2005 por la primera dama, María Auxiliadora Delgado. Si bien con anterioridad el hospital había funcionado bajo la órbita de la red de atención Metropolitana de la Administración de los Servicios de Salud del Estado, en esta etapa el centro es convertido en el hospital de cabecera del sistema, funcionando allí  las dependencias del mismo.

## Sucesos
El 24 de agosto de 1994, a consecuencia de la extradición de un grupo de ciudadanos vascos, integrantes del movimiento terrorista Euskadi Ta Askatasuna (ETA), se llevaron a cabo diversos enfrentamientos entre policías y civiles en los alrededores de dicho hospital.